# Mehlweg

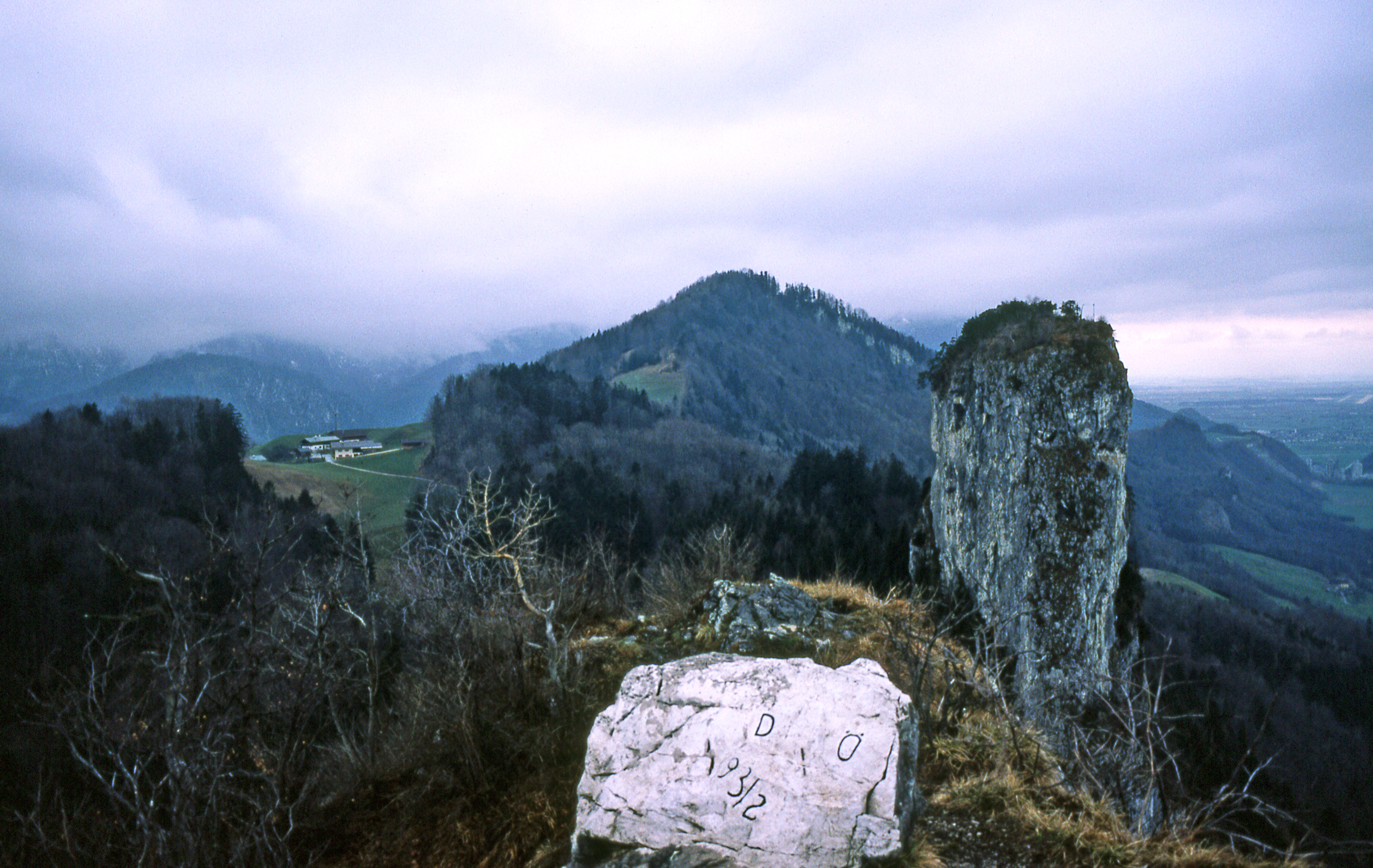
Barmsteine. Das Anwesen links im Bild gehört zu Mehlweg.

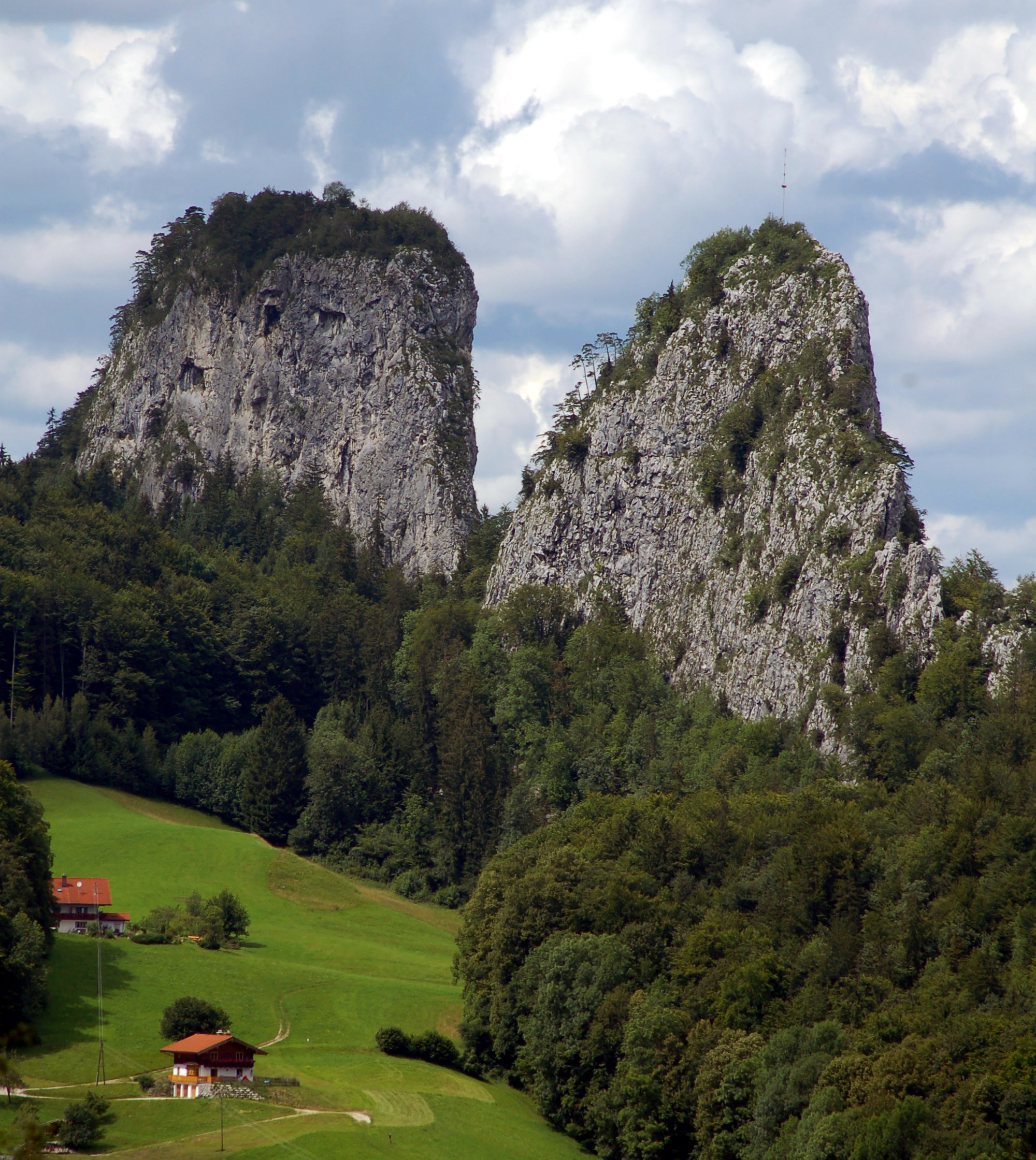
Anwesen in Mehlweg an der Barmsteinstraße

Mehlweg ist ein Gemeindeteil bzw. eine Gnotschaft des Marktes Marktschellenberg im oberbayerischen Landkreis Berchtesgadener Land. 800 Meter östlich ragen die Barmsteine auf, deren Gipfel auf der Grenze zu Österreich (Stadt Hallein) liegen.

## Geschichte
Vermutlich bereits ab Ende des 14. Jahrhunderts wurden im Berchtesgadener Land, das ab 1380 das Kernland der Reichsprälatur Berchtesgaden und der später eigenständigen, reichsunmittelbaren Fürstpropstei Berchtesgaden (1559–1803) bildete, zur Untergliederung des Herrschaftsgebietes Gnotschaften eingerichtet.
1698 wurde Mehlweg lediglich als einer von 22 Ganzhöfen des 2. Gnotschaftsbezirks Neusieden der Gnotschaft Scheffau aufgeführt. Nach drei kurz hintereinander folgenden Herrschaftswechseln wurde 1810 das Berchtesgadener Land mit seinen Gnotschaften dem Königreich Bayern angegliedert.
Noch im Repertorium des Topographischen Atlasblattes von 1841 ist Mühlweg als Weiler der Gnotschaft Neusieden aufgeführt, bestehend aus den sechs Einöden:
1. Gagellehen
2. Ertllehen
3. Mittlere-Poschachlehen
4. Schmidbachlehen
5. Knollenlehen
6. Guldenlehen

Die Anwesen am Barmstein (damals Babenstein, auch Barbenstein) sind dort als eigener, zur Gnotschaft Neusieden gehöriger Ort bzw. als Gruppe von drei Einöden aufgeführt:
1. Mittler-
2. Ober-
3. Unterbarmsteinlehen

1867 ist Mehlweg als eigene, 50 Einwohner zählende Gnotschaft gelistet und bildete damit neben dem gleichnamigen Hauptort Scheffau sowie den Gnotschaften Neusieden und Oberstein einen Ortsteil der seinerzeit noch eigenständigen Gemeinde Scheffau.
Im Zuge der Gebietsreform in Bayern am 1. Oktober 1969 haben sich die Gemeinde Scheffau mit dem Hauptort Marktschellenberg und der Gemeinde Landschellenberg zur neuen Marktgemeinde Marktschellenberg zusammengeschlossen, in der Mehlweg seitdem ein Ortsteil ist.

## Einwohnerentwicklung
Im Amtlichen Ortsverzeichnis zur Volkszählung am 25. Mai 1987 ist für die Gnotschaft Mehlweg eine Bevölkerung von 59 Einwohnern in 14 Gebäuden mit Wohnraum und 17 Wohneinheiten ausgewiesen.

## Ortsteilgliederung
Der Ortsteil Mehlweg umfasst die Anwesen an der gleichnamigen Straße Mehlweg der Gemeinde Marktschellenberg (darunter die Hausnummer 18 (Anwesen Guldenlehen (Graßmannslehen)), jedoch ohne die Hausnummer 15 (Anwesen Eibl), das zur Gnotschaft Götschen in der Gemarkung Landschellenberg gehört), sowie die Anwesen an der Straße Barmsteinweg. Beim Anwesen Guldenlehen, jedoch an der gegenüberliegenden Straßenseite beim Anwesen Eibl, steht die denkmalgeschützte Mehlwegkapelle (mit Dachreiter, Ende 19. Jahrhundert). Auch die Anwesen Auerlehen oder Gangl-Lehen (Hausnummer 12), Jodlerlehen (Hausnummer 13), Schmidbacherlehen (Hausnummer 16) und Unterbarmsteinlehen (Hausnummer 21) sind denkmalgeschützt.